# Elek Artúr
Elek Artúr (Budapest, 1876. február 8. – Budapest, 1944. április 25.) magyar író, műfordító, művészettörténész, műkritikus, tanár.
Eredeti neve Fischer, a család 1898-ban változtatta nevét Elekre. Testvére: Fischer/Elek Janka (– 1938) Román György író, festőművész édesanyja.

## Életútja
Elek Sámuel és Roth Ida fiaként született. Egyetemi tanulmányait a budapesti egyetem bölcsészettudományi karán végezte el.
Karrierje elején útirajzok írásával és műfordítással foglalkozott. 1908-tól évtizedekig a liberális Az Újság című esti napilap munkatársa volt. Irodalmi és művészetkritikai folyóiratoknak is dolgozott, kritikái, tanulmányai megjelentek többek között a Magyar Géniuszban, a Figyelőben, a Műbarátban (ez utóbbit ő alapította 1921-ben), a Kékmadárban, a Művészetben és a Magyar Művészetben. A Nyugatnak főmunkatársa volt az indulástól a lap megszűnéséig. 1916 és 1919 között az Iparművészeti Főiskolán művelődéstörténetet tanított.
Első nagyobb irodalmi tanulmánya Edgar Poe-ról szólt (1910). A következő évben Újabb magyar költők címen antológiát állított össze, majd megjelent első – és életében egyetlen – novelláskötete, az Álarcosmenet (1912). Fordította többek között Edmondo De Amicis, Alphonse Daudet, Gottfried Keller műveit. Nagyobb képzőművészeti tanulmányai közül említhetők Nagy Balogh János festő (1922), Fáy Dezső festő és illusztrátor (1929), Reiter László könyvművész (1943) munkásságát bemutató munkái. Írásai zömét finom stílusú, elmélyült elemzéseket nyújtó esszéi és művészeti kritikái alkották. Novelláira az impresszionista hangulatok és lírai hangvétel volt jellemző.
Bár fiatalon kikeresztelkedett, az 1930-as évek végén hozott ún. zsidótörvények értelmében a zsidóságot sújtó jogfosztó intézkedések rá is vonatkoztak. 1944-ben, a német csapatok bevonulása után öngyilkos lett.
Nem ember, hanem csak az emberek: / az aljasság fagy-szele ölte meg – írta róla Illyés Gyula.

## Művei
- Poe Edgar (két tanulmány, 1910)
- Újabb magyar költők lyrai anthológiája. 1890-1910; vál. Elek Artur; Nyugat, Bp., 1911
- Álarcosmenet (novella, 1913)
- Nagy Balogh János élete és művészete (1874-1919). Egy ismeretlenül élt festő emlékkönyve; szerk. Elek Artúr; Amicus, Bp., 1922. Online
- Három művésznemzedék (1925)
- A renaissance festőművészete (1927)
- Fáy Dezső, a festő és illusztrátor (1929)
- Liebl Ervin (1895–1927). Egy ismeretlenül élt festő és szobrász élete és művészete (1935)
- A platánsor (válogatott elbeszélések, Vajda Miklós bevezetőjével, 1959)
- Elek Artúr Babitsról. Levelek, tanulmányok; összeáll., jegyz. Téglás János; Ságvári Nyomdaipari. Szakközépiskola és Szakmunkásképző Intézet, Bp., 1984 (A nyomdaipari szakközépiskola kiadványai)
- Újabb magyar költők. Lyrai anthologia, 1890-1910; vál. Elek Artur, szerk. Téglás János, utószó Keresztury Dezső; Ságvári Nyomdaipari. Szakközépiskola és Szakmunkásképző Intézet, Bp., 1988 (Irodalmi ritkaságok betűhív kiadásban)
- Fülep Lajos levelei Elek Artúrhoz; szöveggond., bev., jegyz. Fülep Katalin; OSZK, Bp., 1990
- Művészek és műbarátok. Válogatott képzőművészeti írások; szerk., jegyz., névmutató Tímár Árpád; MTA Művészettörténeti Kutató Intézet, Bp., 1996